# Colmenar del Arroyo
Colmenar del Arroyo är en kommun i Spanien. Den ligger i den autonoma regionen Madrid, i den centrala delen av landet, 40 km väster om huvudstaden Madrid. Antalet invånare är 2 015 (2024). Arean är 50,57 kvadratkilometer.